# تذکره مرآةالخیال
تذکرهٔ مرآةالخیال یا تذکرهٔ مرآت‌الخیال عنوان کتابی نوشتهٔ شیرعلی‌خانِ لودی، تألیفِ ۱۱۰۲ ه‍.ق/ ۱۶۹۰ میلادی است. این کتاب که جزو آثارِ دانشنامه‌ایِ نسبتاً قدیمی است تذکرهٔ کوچکی است شامل شرح احوال ۱۳۰ نفر از شاعران، به ترتیبِ زمانی از رودکی تا همدمی، که پانزده تن از ایشان زن هستند. در خلال شرح‌حال‌نگاری، چندین رساله در علوم و فنون مختلف نظیر موسیقی، عَروض و قوافی، آرایه‌های ادبی، تعبیر خواب، قیافه‌شناسی، جنّیات، خَمر، عشق، و اقالیم سبعه و عجایب و غرایب عالم گنجانده شده‌است. به‌جز بخش نخست، که مربوط به شعر است، هیچ‌یک ارتباطی با کار تذکره‌نویسی ندارد.
چاپ سنگی این اثر به سعی و اهتمام خان‌صاحب میرزا محمد مَلِک‌الکُتّاب شیرازی در سال ۱۲۸۴ خورشیدی انجام شد.
تذکرهٔ مرآةالخیال تاکنون چهار بار به چاپ رسیده و سه نوبتِ آن در هندوستان صورت گرفته‌است. تصحیح دیگری از آن توسّط حمید حسنی (با همکاری بهروز صفرزاده) در تهران و ازسوی انتشارات روزنه در سال ۱۳۷۷ چاپ شده‌است.